# Œuvres pour orgue de Beethoven
Ludwig van Beethoven a très peu composé pour l'orgue et toutes ses œuvres datent de ses années de jeunesse,.

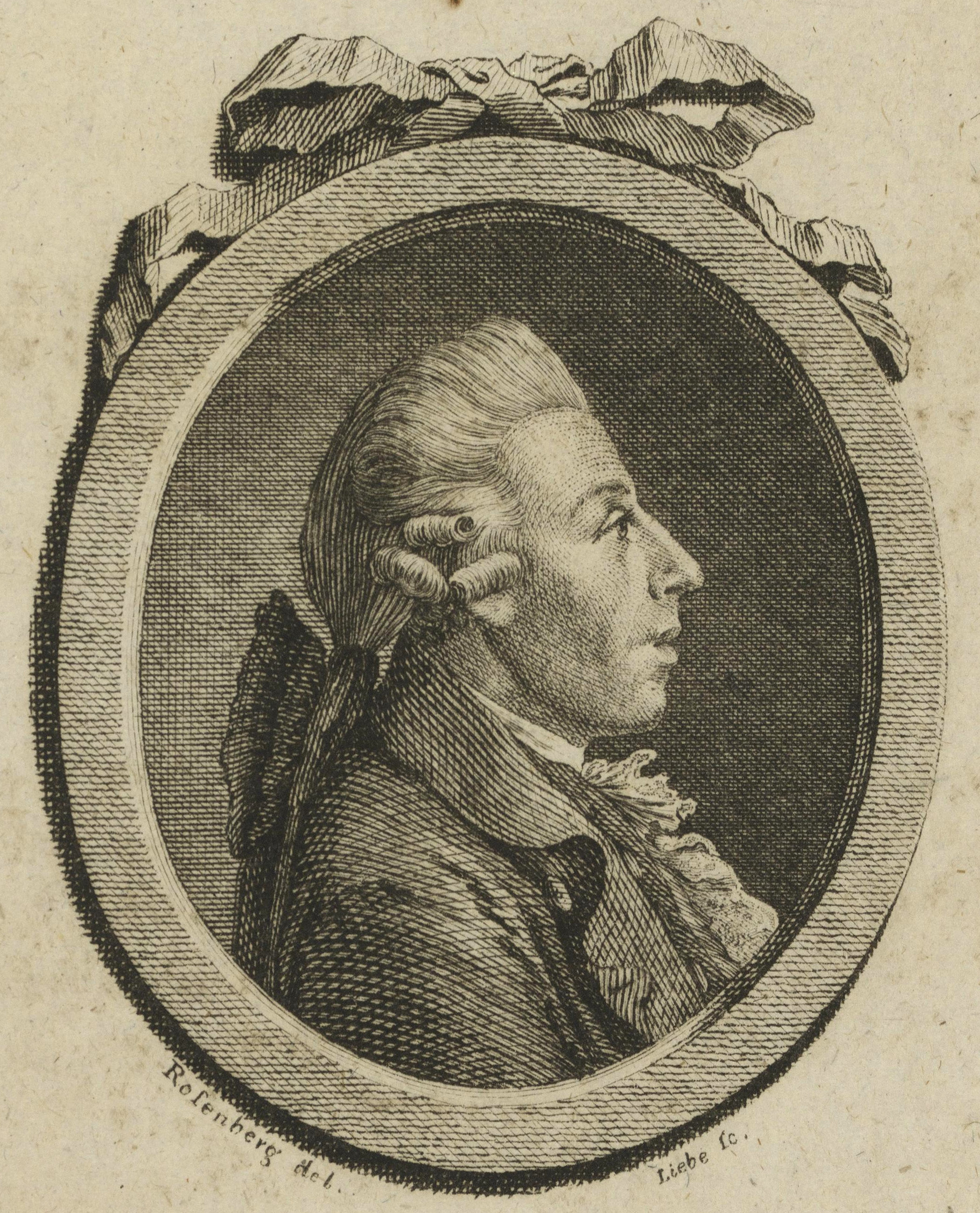
Christian Gottlob Neefe (1748-1798), organiste et professeur de Beethoven

« Cette période de sa vie donne des indices de la plus grande importance quant à ses réalisations ultérieures, car les années passées à l'orgue forment l'expression complète de sa vie ; en sa qualité d'organiste à la Cour électorale, Beethoven a acquis toutes ces idées d'art et de formes d'art qui n'avaient besoin que de l'atmosphère riche de Vienne pour leur donner profondeur et plénitude, et les faire mûrir dans le génie que nous reconnaissons aujourd'hui. »
« La connaissance de Beethoven du jeu d'orgue lui a permis d'inaugurer un style entièrement nouveau dans le jeu de piano, le style legato. Étant donné que les plus grands virtuoses du piano de l'époque de Beethoven étaient des représentants de l'école du jeu staccato, cette innovation doit être considérée comme une réalisation exceptionnelle. En outre, les magnifiques mouvements lents qui ornent les vingt premières sonates [pour piano] de Beethoven sont autant le résultat de son étude de l'orgue que leur pathos est le reflet du sentiment profond de l'époque. »

## Beethoven et l'orgue
Beethoven apprend très tôt la pratique de l'orgue, peut-être déjà à partir de 1780 avec Egidius van den Eeden (1704-1782), premier organiste de la Cour de Bonn. À la même époque, il prend des leçons ailleurs :

« Lorsque Ludwig eut fait des progrès au piano avec son père, et qu'il sentit bientôt qu'il était maître de ses notes au clavier, il eut envie et plaisir à apprendre à jouer de l'orgue. Il alla alors au couvent des Franciscains auprès du Frère Willibald [Koch], qui était un bon maître et qui connaissait bien son père. Celui-ci l'accueillit avec bienveillance, l'introduisit avec la permission du Père gardien, lui fit apprendre les rites ecclésiastiques et le mena si bien qu'il put en faire son aide.
Lorsque Ludwig fut devenu plus tard bon organiste, il eut envie de jouer sur un orgue plus grand, et il fréquenta le couvent des Minimes ; il devint ami de l'organiste et s'engagea à jouer de l'orgue à la messe du matin, à six heures. Il y avait, au couvent des Minimes, un bon organiste, le Père Hanzmann. Quand il y avait un concert dans la maison des Beethoven, le Père Hanzmann s'y trouvait toujours. Ludwig ne pouvait pas le souffrir, et il disait à Cæcilia [Fischer]: « Ce moine, qui vient toujours ici, pourrait bien rester dans son couvent et dire son bréviaire ». »

— Gottfried Fischer, Manuscrit Fischer
Alexander Wheelock Thayer rapporte que Beethoven aurait également étudié l'orgue avec un certain Zenser, organiste à l'église Münster de Bonn en 1880.
Le 15 février 1781, Christian Gottlob Neefe devient l'organiste et le chef d'orchestre du théâtre de la Cour du Prince-Électeur de Cologne Maximilien-Frédéric et professeur de Beethoven. De plus en plus absorbé par ses fonctions théâtrales, Neefe se fait souvent seconder par Beethoven dans ses obligations d'organiste ; par ailleurs, le père de Beethoven continuait à s'enliser dans l'alcoolisme et devenait de moins en moins capable de subvenir à la vie des siens. Le 15 février 1784, Ludwig postule pour devenir organiste adjoint, mais n'obtient qu'un poste sans rémunération. Maximilien François d'Autriche, successeur de Maximilien-Frédéric et féru de musique, nomme Ludwig organiste adjoint le 25 juin 1784 avec un traitement de 150 florins par an alors que son père en recevait 300 et que le salaire de Neefe avait été réduit de 400 à 200 florins. Beethoven n'a que quatorze ans. Lors d'une visite à l'église nouvellement rénovée de Marienforst près de Godesberg, en 1790 ou 1791, les auditeurs sont très vivement impressionnés par les qualités de l'organiste, notamment par les improvisations sur des thèmes imposés, selon le Dr Wurzer (conseiller électoral) dans le Kölnische Zeitung du 30 août 1838.

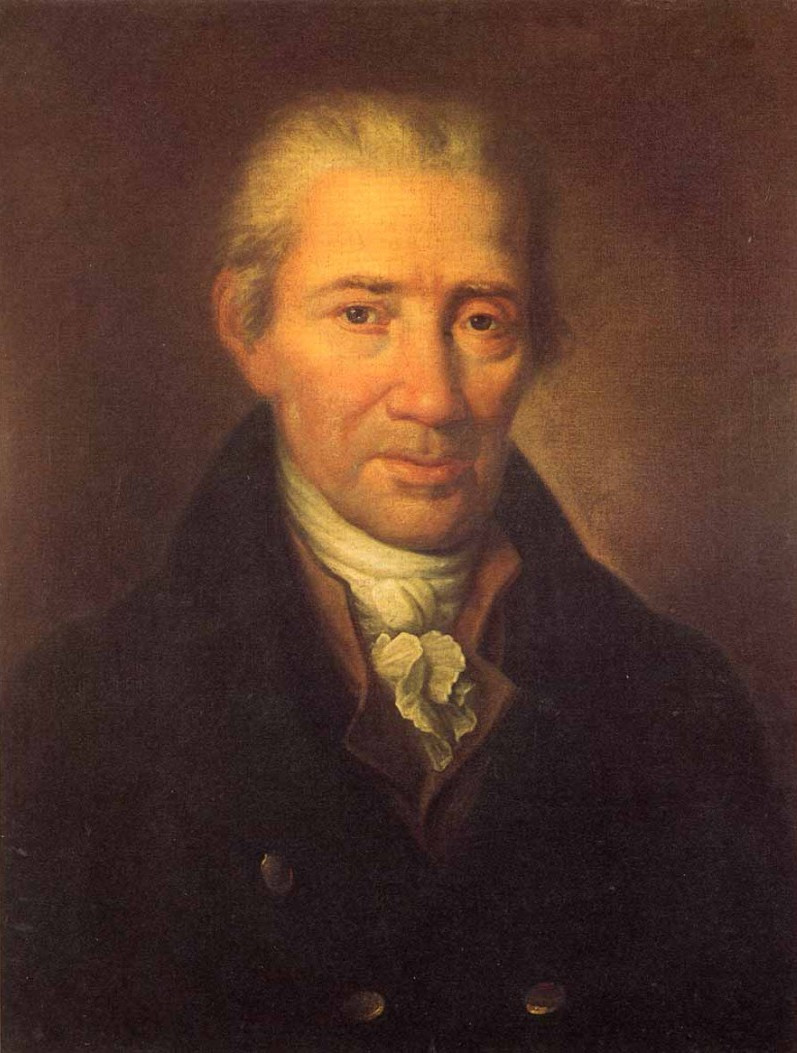
Johann Georg Albrechtsberger (1736-1809), organiste et professeur de Beethoven

Quand Beethoven arrive à Vienne en 1792 pour prendre des leçons de contrepoint et de fugue auprès de Joseph Haydn, il est déçu et se tourne vers l'organiste de la cathédrale, Johann Georg Albrechtsberger. Très conservateur, Albrechtsberger prodigue à Beethoven un enseignement très strict et passablement scolastique de janvier 1794 à février 1795 et lui impose des exercices d'écriture de fugues. Le résultat ne satisfit ni l'un ni l'autre.
L'intérêt de Beethoven pour l'orgue semble continuer tout au long de sa vie mais sans composition. Ainsi, à l'été 1821, Friedrich Starke rapporte avoir entendu Beethoven improviser à l'orgue de la chapelle Saint-Jean d'Unterdöbling près de Vienne pendant une demi-heure ; c'étaient « deux préludes, le premier con amore et avec des registres agréables, le deuxième composé d'une suite de séquences fuguées. » À la même époque, il travaille à sa Missa solemnis pour laquelle il prévoit un accompagnement d'orgue ad libitum pour renforcer les basses.
Lorsqu'en 1825 il reçoit à Baden la visite de l'organiste Freudenberg de Breslau, il se plaint à celui-ci de ce que les organistes viennois sont incapables de se servir dignement de leur instrument, en particulier de son pédalier, et qu'ils ont complètement perdu le vieux style de la musique d'orgue. Lors de cette rencontre, Beethoven avance aussi une opinion peu courante à son époque :

« Beethoven honorait beaucoup Sébastien Bach. Il disait : « Ce n'est pas Bach [ruisseau] mais Meer [océan] qu'il devrait s'appeler, à cause de son infinie richesse, inépuisable en combinaisons sonores et en harmonies ». Bach était l'idéal des organistes. « Moi aussi, disait Beethoven, j'ai joué beaucoup d'orgue dans ma jeunesse, mais mes nerfs ne supportaient pas la puissance de cet instrument gigantesque. Je mets au-dessus de tous les virtuoses l'organiste, s'il est maître de son instrument. » »

— Karl Gottlieb Freudenberg, Erinnerungen aus den Leben eines alten Organisten, F.C.E. Leuckart, Breslau 1869.
À cette époque, Beethoven envisage de composer une ouverture sur le nom de Bach dont il avait étudié Le Clavier bien tempéré dans ses années de formation avec Neefe.
Nous savons à quoi aboutirent les recherches de Beethoven sur la fugue dans son œuvre : aux séquences fuguées dans les grandes sonates de la fin et à la Grande Fugue pour quatuor à cordes.

## Œuvres pour orgue
Une édition complète des œuvres de Beethoven (Beethoven Gesamtausgabe (en)) eut lieu en 1862-1865 et n'incluait que trois pièces d'orgue datant de la période de Bonn: la Fugue WoO 31 et Deux préludes opus 39.

### Fugue en ré majeurWoO 31
L'œuvre date de 1783, époque à laquelle Beethoven étudiait Le Clavier bien tempéré de Bach avec Neefe et on peut rapprocher son style de la 10e fugue en mi mineur du premier Livre, elle aussi à deux voix. Selon Gustav Nottebohm, cette pièce aurait servi dans la candidature du jeune Ludwig au poste d'organiste adjoint de la Cour du Prince-Électeur de Cologne. Elle est publiée pour la première fois en 1888, dans le dernier volume de la Beethoven Gesamtausgabe (en).
Durée: environ 2 minutes.

### Deux préludes par tous les 12 tons majeursop.39
L'œuvre date probablement de 1789 et a été révisée et publiée par Hoffmeister & Kühnel à Leipzig en 1803 sous un titre en français : « Deux PRELUDES par tous les 12 tons majeurs pour le Fortepiano, ou l'orgue ». Le premier prélude dure environ 7 minutes, le deuxième moins de 2 minutes.
C'est une œuvre sur le modèle ancien et bien connu du "labyrinthe harmonique", qui passe par le cycle complet des tonalités par quintes et revient finalement à son point de départ. Elle fait voir comment le jeune maître concevait que l'on devait manier le matériau musical pour être capable d'exprimer « tous les mouvements de l'âme ».

## Œuvres pour orgue mécanique

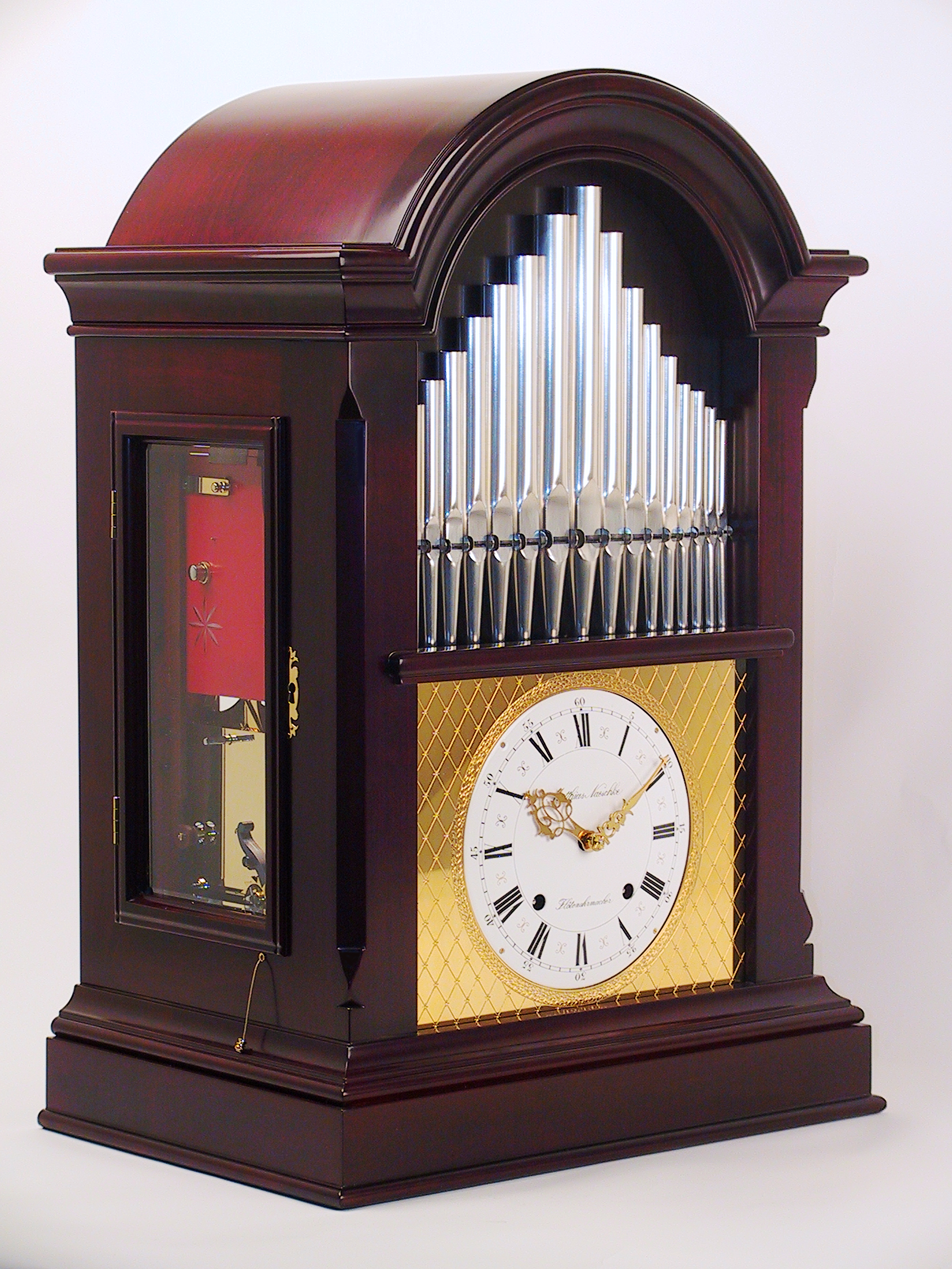
Horloge musicale de table, M. Naeschke

Les horloges musicales des 18e et 19e siècles sont de petits orgues mécaniques associés à une horloge qui jouent automatiquement toutes les heures ou demi-heures. Vienne était un des principaux centres de production d'instruments mécaniques et ces petits orgues se trouvaient communément dans les châteaux, restaurants et musées d'Autriche. Les soupapes des tuyaux sont actionnées par des rouleaux de bois mis en rotation par la gravité et un système de poids et poulies, ce qui en fait un indicateurs précieux sur les tempi d'exécution de l'époque. Mozart et Haydn avaient composé des pièces pour cet "instrument" avant Beethoven.
Au printemps 1799, Beethoven fait la connaissance de la famille von Brunsvik, d'origine hongroise, qui séjourne à Vienne durant 18 jours. Il donne des leçons de musique aux deux filles, Thérèse et Joséphine — une des possibles "immortelles bien-aimées" — qui épouse, le 29 juin 1799, le comte Joseph Deym von Střitetž  avec qui il devient également ami. Deym exploitait une galerie d'art, la "Müllerische Kunstcabinet", qui était une des curiosités de Vienne et réunissait une collection de figures de cire, de reproductions de l'Antiquité et autres objets divers, dont des horloges musicales pour lesquelles Mozart avait composé différentes pièces: l'Adagio et Allegro en fa mineur et majeur KV. 594 (1790), la Fantaisie en fa mineur KV. 608 (1791) et l’Andante en fa majeur KV. 616 (1791). Albert Kopfermann fut le premier à suggérer que Beethoven avait obtenu de Deym une copie des deux premières œuvres, utilisées comme modèle pour des pièces de sa propre main. Pendant le séjour des Brunsvik, Beethoven écrit trois pièces pour horloge musicale et les Variations WoO 74.
En 1865, Alexander Wheelock Thayer ajoute au corpus des œuvres pour orgue de Beethoven deux pièces pour horloge musicale (WoO 33 n°4-5) et, en 1902, Kopfermann identifie l'Adagio WoO 33 n°1. Deux autres œuvres pour horloge musicale (Hess 107 et l’Adagio pour secrétaire mécanique) sont publiées par Georg Kinsky. 

### Cinq pièces pour horloge musicaleWoO 33
Les Cinq pièces pour horloge mécanique WoO 33 sont en fait deux séries de pièces non liées provenant de deux manuscrits séparés. Les numéros 1 à 3 proviennent du « manuscrit Grasnick 23 », les numéros 4 et 5 du « manuscrit Artaria 186 », tous deux conservés à la Deutsche Staatsbibliothek de Berlin.
Le 5 novembre 1827, dans le désordre de la succession de Beethoven, ses documents et livres sont vendus aux enchères à la hâte. Le correspondant de l’Allgemeine musikalische Zeitung de l'époque mentionne "une quarantaine d'œuvres inconnues, la plupart composées dans la fleur de l'âge du compositeur". La cote 184 du catalogue du legs (Nachlass) mentionne : Clavierstücke mit Begleitung, zum Teil unbekannt (Pièces pour clavier avec accompagnement, en partie inconnues). Les pièces WoO 33 n°1 à 3 sont en fait ces pièces pour instrument non-identifié ; les pièces identifiées sont les Variations pour piano à quatre mains WoO 74 sur le Ich denke dein de Goethe, dédiées aux comtesses Joséphine et Thérèse Von Brunsvik ; l'ensemble faisait partie d'un envoi de Beethoven à son ami le comte Joseph Deym. L'orgue est probablement l'instrument le plus apte à rendre l'effet produit par une horloge musicale et Ludwig Altman en publie une transcription en 1962.
Thayer, dans son Catalogue chronologique des œuvres de Ludwig van Beethoven est le premier à mentionner l’Allegro et l’Allegretto en ut majeur comme des œuvres pouvant avoir été écrites pour une horloge musicale. Bien que Thayer lui-même exprime ses doutes quant à l'authenticité de ces pièces, Kinský les valide dans son catalogue, les rattachant aux trois pièces WoO 33 n° 1-3 comme Fünf Stücke für die Flötenuhr, WoO 33, et les attribue de manière erronée à l'horloge musicale de Deym. Ernst Simon discrédite l'idée que ces pièces soient destinées à une horloge musicale et pense qu'elles étaient destinées à un instrument à clavier.
Les cinq pièces durent environ 19 minutes. 
1. Adagio assai en fa majeur (1799)
2. Scherzo. Allegro en sol majeur (1799-1800)
3. Allegro en sol majeur (1799?)
4. Allegro non più molto en ut majeur (1794?)
5. Menuett. Allegretto en ut majeur (1794?)

### Marche des grenadiers pour horloge mécanique en fa majeur Hess 107
Le septième rouleau de l'horloge musicale no 2061 (1810) du musée d'instruments de musique de l'Université de Leipzig est la seule source pour la "Grenadirs [sic] Marsch arranchirt von Hernn Ludwig v. Beethoven". Il n'est pas possible de dater l'œuvre précisément mais, d'après Hess, elle serait de 1819 ; Kinský la date d'environ 1825. Elle a été transcrite avant la Seconde Guerre mondiale par J. G. Bach von Troisdorf. Le 3 décembre 1943, une bombe a gravement endommagée l'instrument et l'état actuel du rouleau rend toute vérification de la transcription impossible.
L'œuvre, marquée Marcia vivace, est divisée en trois sections et dure environ 5 minutes. La première partie est basée sur une marche de Joseph Haydn pour deux clarinettes, deux bassons et deux cors (Hob. VIII:6) et une œuvre pour horloge musicale (Hob. XIX:25) ; la transition et la troisième partie sont de Beethoven, d'après la Marche pour deux clarinettes, deux cors et deux basons WoO 29 (manuscrit Grasnick 25).

### Adagio pour secrétaire mécanique
Le musée d'instruments de musique de l'Université de Leipzig compte également une horloge musicale attachée à un secrétaire mahogany  datant de 1812 et cataloguée n° 2060. Elle est le fruit de la collaboration de Johann Nepomuk Mälzel et du fabricant viennois Christian Seyffert et a également été endommagée lors du bombardement du 3 décembre 1943. Le rouleau n°13 comporte l'inscription suivante : "Adagio / comp. del Sig. van Beethoven". Ernst Simon souligne qu'il contient en fait le deuxième et troisième mouvements de la Sonate en mi bémol majeur opus 12 n° 3 pour violon et piano composée en 1797-98. Malheureusement, il n'existe aucun manuscrit ni aucune partition de la version du secrétaire et, vu l'état de l'instrument, il n'est plus possible de déterminer si cette œuvre était réellement destinée à un orgue.

### Wellington's Sieg, pourpanharmonicon(Hess 108)
La nouvelle de la victoire du duc de Wellington sur les armées napoléoniennes à Vitoria (Espagne), le 21 juin 1813, arrive à Vienne le 27 juillet 1813. Soucieux de profiter de cette victoire lors d'une tournée à Londres, Mälzel commande à Beethoven une pièce pour son nouvel instrument, le panharmonicon. En octobre 1813, Beethoven achève la partition mais, incapable de la transcrire pour son instrument, Mälzel la lui renvoie et suggère qu'il l'amplifie en une « bataille-fantaisie » pour orchestre. Beethoven ajoute huit mesures d'introduction et une partie de cordes à la partition qui devient la seconde section de la première partie de l'œuvre orchestrale La Victoire de Wellington opus 91. L'œuvre n'a jamais été jouée pour panharmonicon mais dans sa version originale les 8 et 12 décembre 1813 à l'Université de Vienne pour des invalides de guerre. Le manuscrit original, catalogué « Artaria 181 », est conservé à la Deutsche Staatsbibliothek de Berlin et, sans réduction considérable, il est impossible de le jouer à l'orgue.

## Trios pour orgue
Les Trios pour orgue ont longtemps été sources de confusion et de controverse. Quatre ont été publiés en deux groupes. En 1938, Charles Tournemire édite trois trios pour orgue: sol mineur, mi bémol mineur et mi mineur . Un quatrième, intitulé Fugue en mi mineur, est édité par Marcel Dupré en 1942.
Tournemire tire en fait ces œuvres d'un ouvrage de François-Joseph Fétis, Études de Beethoven, lui-même traduit du livre de Ignaz von Seyfried, Ludwig van Beethoven's Studien im Generalbasse, contrapuncte und in der Composition-Lehre, publié à Vienne par Haslinger en 1832. Les trois trios sont intitulés "imitations à trois parties avec le mélange d'une partie libre". Le quatrième trio apparaît également dans les mêmes ouvrages sous le titre de "Fuga à due violini e violoncello". Ces partitions faisaient partie de la vente aux enchères du legs de Beethoven en novembre 1827, sous la cote 149 et achetées par Haslinger qui chargea Seyfried de les éditer. Le résultat fut malheureusement indigne et une source régulière de confusion. En 1872, Gustav Nottebohm est le premier à identifier les erreurs de Seyfried et indentifie les sources comme étant des œuvres de Johann Joseph Fux, Friedrich Wilhelm Marpurg, Johann Philipp Kirnberger, Johann Georg Albrechtsberger, Carl Philipp Emmanuel Bach et Daniel Gottlob Türk utilisées par Beethoven pour ses leçons à l'archiduc Rodolphe en 1809.
Les deux premiers trios sont en fait adaptés des Six sonates pour clavecin op. 2 (1744), dites « wurtembergeoises », de Carl Philipp Emmanuel Bach: le trio en sol mineur est le deuxième mouvement de la quatrième sonate ; celui en mi bémol mineur est le deuxième mouvement de la cinquième sonate.

### Trio en mi mineur, Hess 29
Le troisième trio apparaît trois fois dans des manuscrits de la main de Beethoven datant de  1793 et semble être une œuvre authentique. Cependant, dans un des manuscrits, le trio est suivi de la note attacca fuga et est suivi d'une fugue ; après la fugue, les mots mit einem Presto endigen (à finir avec un presto) suggèrent un troisième mouvement inexistant et sans doute jamais composé. Le manuscrit indique également que la pièce est écrite pour un trio à cordes (deux violons et violoncelle) ; Willy Hess a édité ces deux mouvements à partir du dernier manuscrit de Beethoven sous le numéro Hess 29.
Beethoven tente de reprendre le grand art des Sonates en trio de Bach. Il les avait probablement découvertes lors des concerts dominicaux chez le baron van Swieten ; on les y jouait comme les fugues de Bach et de ses fils, en les transcrivant pour trio ou quatuor à cordes. Il est possible que ce trio ait été donné sous cette forme chez van Swieten, mais il est certain qu'il s'agit là d'une façon magistrale d'exploiter les ressources spécifiques de l'instrument polyphonique par excellence.
L'œuvre en deux mouvements (Adagio et Fugue) dure environ 10 minutes.

### Fugue en mi mineur
Le quatrième trio est celui qui a été transcrit avec le plus de rigueur par Seyfried qui a cependant.

## Autres œuvres
Wilhelm Krumbach (de) inclut également trois œuvres de Beethoven qui n'avaient pas été associées à l'orgue: le WoO 55, le Hess 64 et le Cycle de Fugues en ré mineur.

### Fugues en ré mineur sur des thèmes deJohann Sebastian Bach
Ces fugues sont composées, parmi bien d'autres "exercices", vers 1792 ou 1793 alors que Beethoven prend des leçons auprès de Joseph Haydn mais il n'y a pas de preuve qu'elles aient été conçues comme un cycle ; Wilhelm Krumbach les a seulement regroupées selon leur tonalité.
- Fuga a trè (Hess 237, no. 4)
- Fuga à 4 (Hess 238, no. 2)
- Fuga à 4 con c.f. (Hess 239, no. 2)
- Fuga à duplex (Hess 243, no. 4)
- Fuga à 4 cromatica (Hess 238, no. 4)
- Fuga à tre sogetti (Hess 244, no. 1)

Ces fugues sont la preuve d'un aspect négligé de Beethoven, son sérieux et intense bras de fer avec l'héritage de la grande tradition de la musique baroque, dont la fugue représente la quintessence.

### Fugue en ut majeur Hess 64
L'œuvre est composée vers 1794 ou 1795 alors que Beethoven étudie avec Albrechtsberger. Krumbach la considère comme écrite pour l'orgue ; selon lui, Beethoven s'émancipe du carcan de la fugue baroque et introduit un élément poétique. Le flux très égal du contrepoint est interrompu par de fortes séquences, expressément chargées d'accords. D'autres musicologues pensent qu'elle est en fait écrite pour le piano.
L'œuvre dure environ 2 minutes.

### Prélude en fa mineurWoO 55
L'œuvre est d'abord composée pour piano vers 1787 puis reprise pour l'orgue vers 1803 et dure environ 3 minutes.

### Prélude en do majeur pour orgue (Hess 310)
Hess mentionne ce prélude dans une série de 87 petits préludes mais il n'a été retrouvé dans aucune bibliothèque ; il semble que Hess n'aie jamais vu ce manuscrit et ne le cite que d'après Fritz Kaiser, une source secondaire. La pièce aurait été composée vers 1789 et serait la révision des 9 dernières mesures de l'opus 39 n°1.

### Variations pour orgue
Le cahier d'esquisses dit "Kafka" conservé au British Museum comporte un feuillet intitulé de la main de Beethoven : Variations pour orgue. En 1959, John V. Cockshoot les identifie comme des esquisses pour les variations sur Venni amore de Vincenzo Righini WoO 65 de 1790-91 pour le piano.

## Discographie
- Wilhelm Krumbach (Koch Treasure 3-1609-2)
- Christian Schmitt (Brilliant 93553/12)
- Simon Preston (DG Complete Beethoven Edition Vol. 6)
- Hans-Ola Ericsson (BIS BISCD609)
- Wolfgang Kleber (Genuin GEN89530)